# Sergentomyia whartoni
Sergentomyia whartoni är en tvåvingeart som först beskrevs av Lewis 1957.  Sergentomyia whartoni ingår i släktet Sergentomyia och familjen fjärilsmyggor. Inga underarter finns listade i Catalogue of Life.